# 日本小鮋
日本小鮋是輻鰭魚綱鮋形目鮋亞目鮋科的其中一種，為亞熱帶海水魚，分布於西北太平洋日本海域，棲息深度1-40公尺，體長可達10.5公分。棲息在珊瑚礁、岩礁底層水域，生活習性不明。

## 扩展阅读
維基物種上的相關：日本小鮋